# Sturnira bogotensis
Sturnira bogotensis (Shamel, 1927) è un pipistrello della famiglia dei Fillostomidi diffuso nell'America meridionale.

## Descrizione

### Dimensioni
Pipistrello di piccole dimensioni, con la lunghezza della testa e del corpo tra 65 e 68 mm, la lunghezza dell'avambraccio tra 43 e 45,3 mm, la lunghezza del piede tra 14 e 16 mm, la lunghezza delle orecchie tra 17 e 18 mm e un peso fino a 20 g.

### Aspetto
La pelliccia è lunga e densa con i singoli peli bicolori o tricolori. Le parti dorsali sono bruno-grigiastre con la base più scura, mentre le parti ventrali sono più chiare e più grigiastre. Sono presenti dei ciuffi di lunghi peli gialli o rossi scuri intorno a delle ghiandole situate su ogni spalla. Il muso è corto e largo. La foglia nasale è ben sviluppata e lanceolata, con la porzione anteriore saldata al labbro superiore. Le orecchie sono corte, triangolari, con l'estremità arrotondata ed ampiamente separate. Il trago è corto ed affusolato. Le ali sono e attaccate posteriormente sulle caviglie. I piedi sono ricoperti di peli. È privo di coda, mentre l'uropatagio è ridotto ad una frangia di peli lungo la parte interna degli arti inferiori. Il calcar è corto.

## Biologia

### Alimentazione
Si nutre di frutta, polline e nettare.

### Riproduzione
Danno alla luce un piccolo alla volta due volte l'anno.

## Distribuzione e habitat
Questa specie è diffusa nelle regioni andine del Venezuela occidentale, Colombia, Ecuador e Perù.
Vive nelle foreste umide andine sopra i 2.000 metri di altitudine.

## Conservazione
La IUCN Red List, considerato il vasto areale e la popolazione presumibilmente numerosa, classifica S.bogotensis come specie a rischio minimo (Least Concern)).